# Elatostema coriaceifolium
Elatostema coriaceifolium är en nässelväxtart som beskrevs av Wen Tsai Wang. Elatostema coriaceifolium ingår i släktet Elatostema och familjen nässelväxter. Inga underarter finns listade i Catalogue of Life.